# تاج العارفين البكري
تاج العارفين البكري هو محمد تاج الدين بن أبي بكر بن أحمد البكري العثماني، نسبة إلى الخليفة عثمان بن عفان. وتختلف المصادر في تاريخ ولادته وتاريخ وفاته. والأكيد أنه عاش في القرنين الحادي عشر والثاني عشر للهجرة/السادس عشر والسابع عشر للميلاد. إذ تولى إمامة جامع الزيتونة والخطابة فيه في بداية العهد العثماني في تونس. ويذكر ابن أبي دينار في كتابه المؤنس: «ولم يكن بالديار التونسية يوم حل بها العسكر العثماني من يتعاطى الرواية والدراسة إلا الشيخ العالم الرباني أبو عبد الله محمد تاج العارفين العثماني -سقى الله ثراه بالرحمة والرضوان- وكان مجلسه بالجامع الأعظم من أجلّ المجالس». وكان إماما للجامع عام 1047 هـ/ 1637 م 

## شيوخه وتلاميذه
من شيوخه قاسم الرصاع مؤلف كتاب الفهرست وهو الذي أشار إلى توليته الإمامة بجامع الزيتونة، ومن تلاميذه الشيخ محمد فتاتة.

## من مؤلفاته
- إعمال النظر والفكر في تحرير الصاع التونسي لتؤدى به زكاة الفطر، مخطوط.

## إشارات مرجعية
1. ↑  ابن أبي دينار، المؤنس، المكتبة العتيقة، تونس 1967
2. ↑  جامع الزيتونة نسخة محفوظة 5 مارس 2016 على موقع واي باك مشين.